# Shek Kip Mei (stacja metra)
Shek Kip Mei (chiński: 石硤尾) – jedna ze stacji MTR, systemu szybkiej kolei w Hongkongu, na Kwun Tong Line. Została otwarta 1 października 1979 roku.
Stacja znajduje się w Shek Kip Mei.